# Garnier (Marke)

Das Logo von Garnier

Garnier ist eine Marke für Kosmetikprodukte des französischen L’Oréal-Konzerns. Sie umfasst schwerpunktmäßig Produkte für die Haut-, Körper- und Haarpflege. Garnier bildet heute nach L’Oréal Paris die zweitstärkste Marke von L’Oréal.
Garnier wurde 1904 durch Alfred Amour Garnier gegründet. Dieser war Ende des 19. Jahrhunderts als Friseur und Parfümeur tätig und erfand Anfang des 20. Jahrhunderts eine Haarpflegelotion, die er am 2. Juni 1904 unter dem Namen Garnier patentieren ließ. 1909 verkaufte Garnier sein Unternehmen.
Ende des Ersten Weltkrieges war Garnier von einem manuell produzierenden Kleinbetrieb zum Institut Garnier geworden und firmierte ab 1929 unter dem Namen Laboratoires Garnier. Geleitet wurde das Unternehmen damals von Bernard Guilpin, einem Chemiker, und Gaston Roussel, einem Arzt und Gründer des Pharmalabors Roussel Uclaf (heute Teil von sanofi-aventis).
Das Produktsortiment wurde im Verlaufe der Jahre immer stärker ausgeweitet. Anfang der 1960er-Jahre lancierte Garnier das erste Haarfärbemittel für den Eigengebrauch. 1965 wurde Garnier vom direkten Konkurrenten L’Oréal übernommen und weiter ausgebaut.
Eine Produktionsstätte des L’Oréal-Konzerns, in der gleichzeitig Garnier-Produkte hergestellt werden, befindet sich in Karlsruhe.